# デファンクト
デファンクト（Defunkt）は、1978年にニューヨークにてトロンボーン奏者で歌手のジョセフ・ボウイによって結成されたアメリカの音楽グループ。彼らの音楽は、パンク・ロック、ファンク、ジャズの要素に触れている。

## 略歴
ジョセフ・ボウイは、ビッグバンドのミュージシャンであるバイロン・ボウイと、アート・アンサンブル・オブ・シカゴの共同創設者であるレスター・ボウイの兄弟である。1970年代のさまざまなジャズ・ミュージシャンのサイドマンとして働いていたジョセフは、1978年にジェームス・チャンスを支援していたバンドのメンバーらと共にデファンクトを結成した。この新しいグループが元々焦点を当てていたのは、ダンサブルなジャズ・ミュージックであった。ジョセフ・ボウイは、その歴史を通じてグループの唯一の一貫したメンバーであり続けている。彼は、オーネット・コールマン、ジェームス・ブラウン、ジョー・ストラマーなど幅広いミュージシャンからの影響を示したことで知られている。
グループの初まりとなるものには、ニューヨークの「ノー・ウェイヴ」という過激なアンダーグラウンド・ミュージック・シーンで活躍したマテリアルやソニック・ユースなど、音楽の融合を指向するグループも含まれている。ジョセフの兄弟でサックス奏者のバイロン、ベーシストのメルヴィン・ギブス、そして後のリヴィング・カラーのギタリストであるヴァーノン・リードが、活動初期の貢献者となった。グループのデビュー・セルフタイトル・アルバムは、1980年にリリースされ、バンドの元々のジャズという焦点に、ソウル、ファンク、ロック、ブルースを組み合わせたものとなった。このアルバムは、東ヨーロッパと日本で特に人気があった。1982年にはセカンド・アルバム『熱・核・発・汗 (Thermonuclear Sweat)』をリリースした。
ボウイは、メインストリームでの成功を成し得なかったため、1983年にグループを解散し、セント・クロイ島に数年間引退した。彼は1986年にニューヨークへ戻り、1930年代のビッグバンドとスウィング・ミュージックを1970年代のファンクと組み合わせることに新たな焦点を当てるため、複数の歌手と大人数のホーン・セクションを追加して、新しいデファンクトのラインナップを組み立てた。このグループの形は、ボウイのリーダーシップの下で数多くのラインナップ変更があったが、1988年の『イン・アメリカ』を皮切りに、いくつかのスタジオ・アルバムをリリースした。彼らの最新アルバム『Mastervolt』は、2015年にリリースされている。

## 音楽スタイル
オールミュージックは、デファンクトの音楽を「20世紀の最後の四半期で最も冒険的なサウンドの一部」と表現した。『Trouser Press』誌は、グループの後の作品を「ポップなベース、ネックが溶けるようなギターによるダイナミックなロック、ファンク、ジャズの調合[……]、そしてボウイの独創的なトロンボーンの音像と、人に寄り添うように個性的なボーカル」と賞賛している。

## メンバー

### 最新メンバー

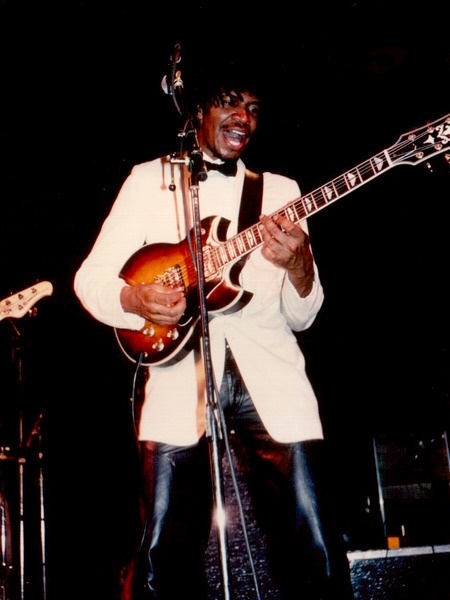
ケルヴィン・ベル

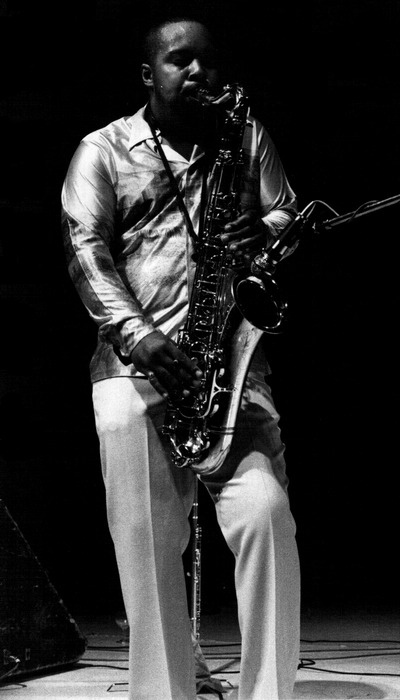
バイロン・ボウイ

- ジョセフ・ボウイ (Joseph Bowie) – トロンボーン、ボーカル
- キム・クラーク (Kim Clarke) – ベース
- ビル・ビックフォード (Bill Bickford) – ギター
- ジョン・ムルカーリン (John Mulkerin) – トランペット
- ケニー・マーティン (Kenny Martin) – ドラム

### 旧メンバー
- ロニー・ドレイトン (Ronny Drayton) – ギター
- ケルヴィン・ベル (Kelvyn Bell) – ギター
- アヨデル・マーケル (Ayodele Maakheru / Martin Aubert) – ギター
- ヴァーノン・リード (Vernon Reid) – ギター
- リチャード・マーティン (Richard Martin) – ギター
- メルヴィン・ギブス (Melvin Gibbs) – ベース
- ロン・マック・ジェンキンス (Ron Mac Jenkins) – ベース
- レジー・ワシントン (Reggie Washington) – ベース
- テッド・ダニエルズ (Ted Daniels) – トランペット
- バイロン・ボウイ (Byron Bowie) – サクソフォーン
- ルーサー・トーマス (Luther Thomas) – サクソフォーン
- チャールズ・グリーン (Charles Green) – サクソフォーン
- アレックス・ハーディング (Alex Harding) – バリトン・サクソフォーン
- ロニー・バレイジ (Ronnie Burrage) – ドラム
- リシャード・ランペス (Rishard Lampese) – ギター
- スクータ・ワーナー (Skoota Warner) – ドラム
- トバイアス・ラルフ (Tobias Ralph) – ドラム
- カヒル・エルザバール (Kahil El'Zabar) – パーカッション
- ケリ・セイエ (Kelli Sae) – ボーカル
- マーティン・フィッシャー (Martin Fischer) – キーボード
- マルクス・ペルジアーニ (Marcus Persiani) – キーボード
- ケヴィン・ベンツ (Kevin Bents) – キーボード
- バーナマス・ボウイ (Bahnamous Bowie) – キーボード
- アダム・クリップル (Adam Klipple) – キーボード
- クリフ・ブランチ (Cliff Branch) – キーボード

## ディスコグラフィ

### スタジオ・アルバム
- 『デファンクト』 - Defunkt (1980年)
- 『熱・核・発・汗』 - Thermonuclear Sweat (1982年)
- 『イン・アメリカ』 - In America (1988年)
- 『ヒーローズ』 - Heroes (1990年)
- 『クライシス』 - Crisis (1992年)
- Cum Funky (1993年)
- A Blues Tribute to Muddy Waters and Jimi Hendrix (1994年)
- 『ワン・ワールド』 - One World (1995年)[1]
- Journey (2004年)
- Mastervolt (2015年)

### ライブ・アルバム
- 『ライヴ・アット・ザ・ニッティング・ファクトリー』 - Live at the Knitting Factory (1991年)
- Live and Reunified (1993年)
- Defunkt live in Stuttgart (1996年)
- Defunkt Live in Europe (2002年)
- Live at Channel Zero (2016年)

### コンピレーション・アルバム
- 『ザ・ベスト〜デファンクト・アンソロジー』 - Avoid the Funk: a Defunkt Anthology (1988年)
- Defunkt – The Legend Continues (2001年)
- The Legend of Defunkt, Volume 1 (2001年)
- Defunkt + Thermonuclear Sweat (2005年)